# Falkenhagen (Mark)
Falkenhagen (Mark) – gmina w Niemczech, w kraju związkowym Brandenburgia, w powiecie Märkisch-Oderland, wchodzi w skład urzędu Seelow-Land. W roku 2008 liczyła 765 mieszkańców.
W latach 1369–1752 Falkenhagen było miastem.

## Historia

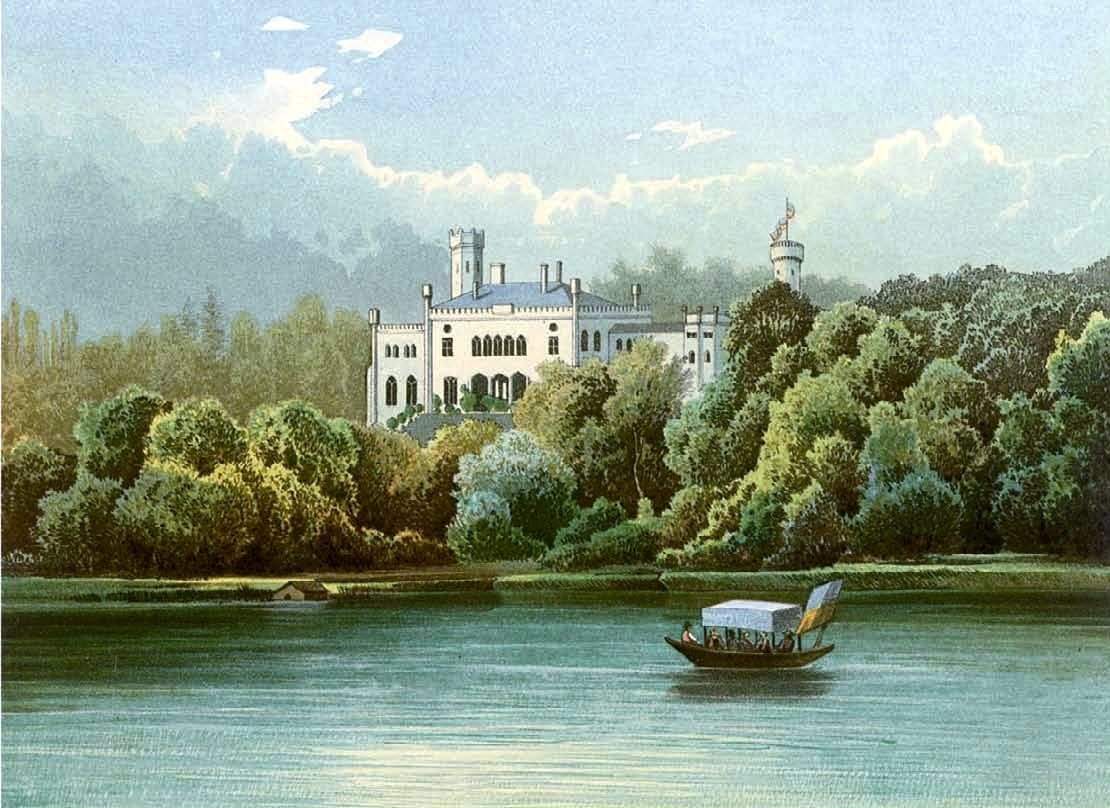
Pałac w XIX w.

Najstarsza znana wzmianka o miejscowości w formie Valkenhagen pochodzi z 1313. W XIV wieku wzniesiony został tu kościół, a osada uzyskała prawa miejskie. Według zachowanych dokumentów diecezjalnych z pocz. XV w. mieściła się tu siedziba jednego z ośmiu dekanatów diecezji lubuskiej. Przez kolejne stulecia miasto znajdowało się w posiadaniu różnych rodów. W 1600 działała w mieście szkoła, a w 1624 miasto liczyło 535 mieszkańców. W XVIII w. utraciło prawa miejskie. W miejscowości znajdował się pałac, rozebrany przez nazistowskie Niemcy w 1939.

## Zabytki
- Kościół z XIV w.
- Dom Szwajcarski (Schweizerhaus) z XIX w.
- XIX-wieczny kamień milowy

We wschodniej części gminy jest zlokalizowany Bunkier Falkenhagen, wzniesiony podczas II wojny światowej.

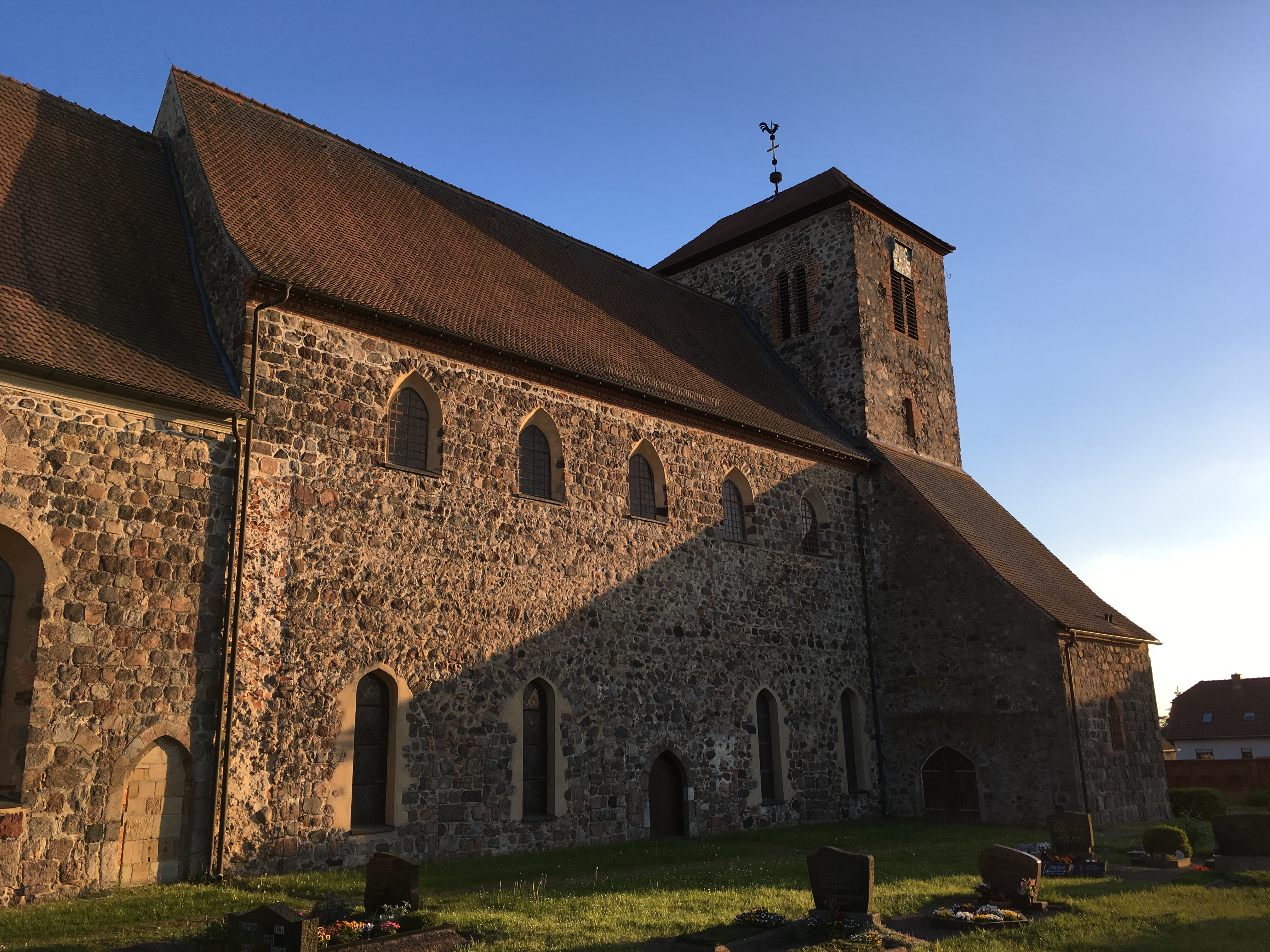
Kościół od strony północnej
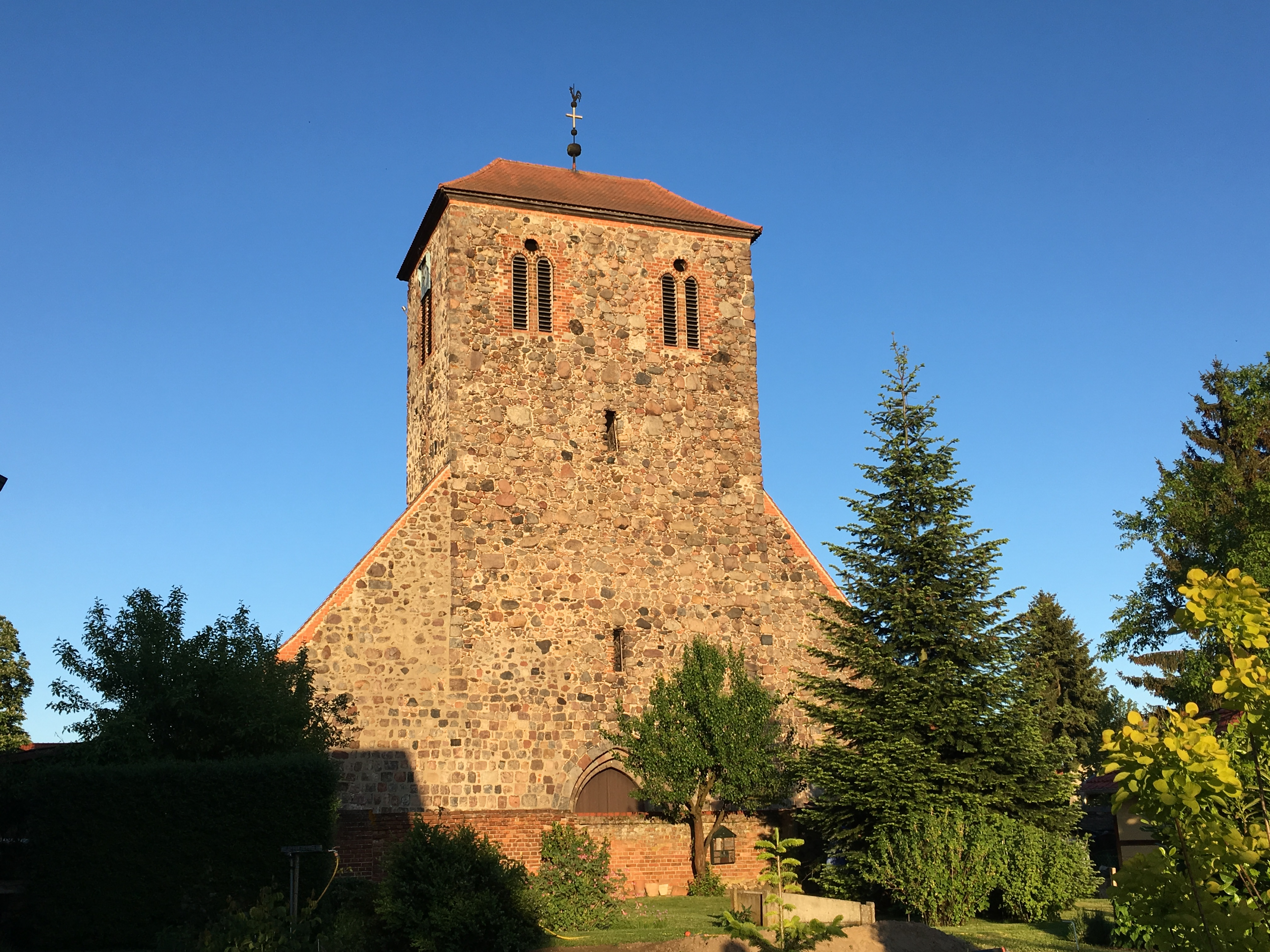
Kościół od strony zachodniej
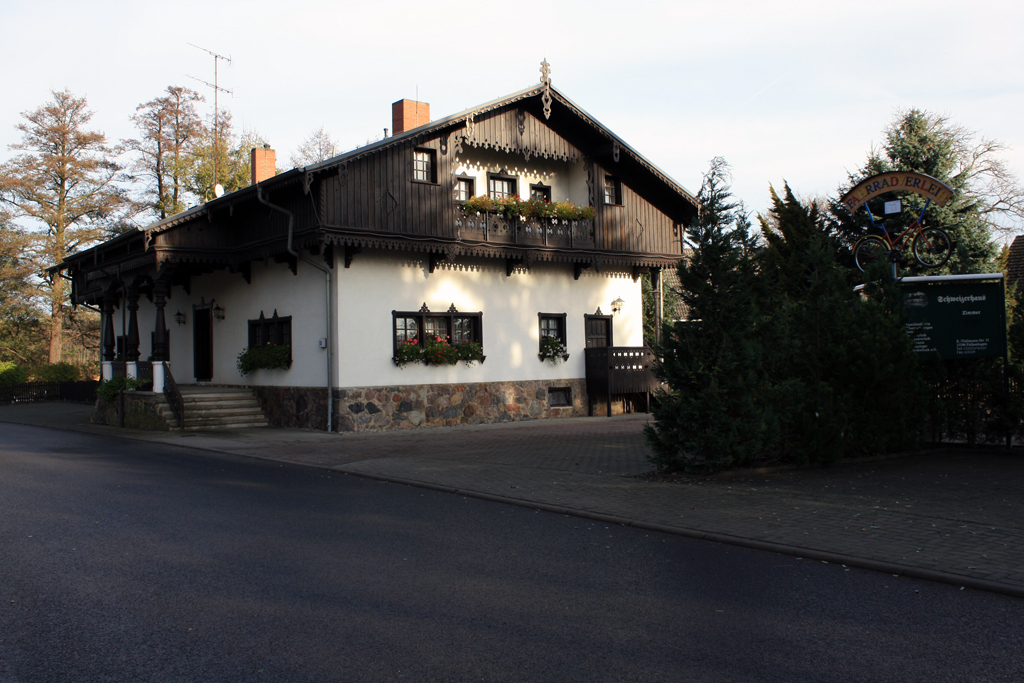
Dom Szwajcarski
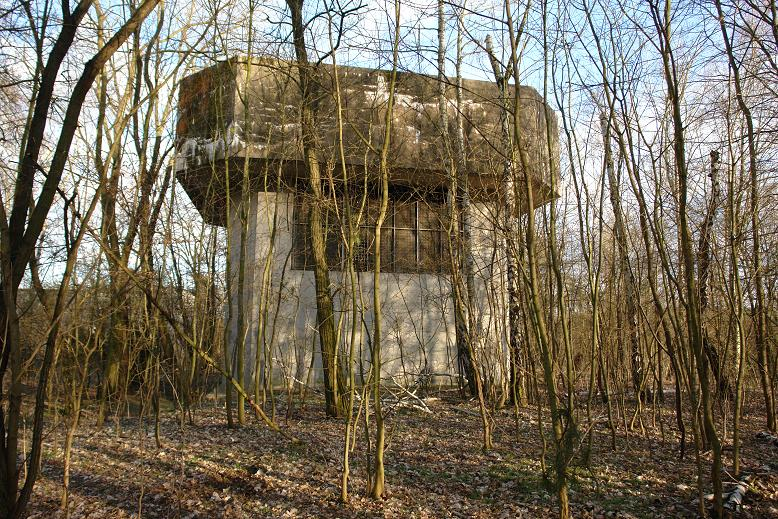
Jedna z wież bunkru Falkenhagen

## Demografia
Wykres zmian populacji Falkenhagen w granicach z 2013 r. od 1875 r.: